# Liste der Kardinalpriester von San Pancrazio
Folgende Kardinäle waren Kardinalpriester von San Pancrazio (lat. Titulus Sancti Pancratii):
- Ferdinando Ponzetta (1517–1527)
- Francesco Cornaro (1528–1534)
- Gian Pietro Carafa (1537), später Papst Paul IV.
- Federico Cesi (1545–1550)
- Juan Álvarez y Alva de Toledo (1551–1553)
- Miguel de Silva (1553)
- Giovanni Antonio Capizucchi (1556–1562)
- Bernardo Navagero (1562–1565)
- Stanisław Hosius (1562–1565)
- Simone de Nigro Pasca (1565)
- Tolomeo Gallio (1565–1568)
- Gianpaolo Della Chiesa (1568–1575)
- Vakant (1575–1586)
- Ippolito Aldobrandini (1586–1592), dann Papst Clemens VIII.
- Girolamo Mattei (1592–1603)
- Pietro Aldobrandini (1604–1605)
- Domenico Ginnasi (1605–1606)
- Ludovico de Torres (1606–1609)
- Vakant (1609–1617)
- Gabriel Trejo y Paniagua (1617–1621)
- Cosimo de Torres (1623–1641)
- Gaspare Mattei (1643–1648)
- Vakant (1648–1653)
- Francesco Maidalchini (Kardinaldiakon) (1653–1654)
- Carlo Gualterio (Kardinaldiakon) (1654–1667)
- Giacomo Franzoni (1670–1673)
- Pietro Vidoni (1673–1681)
- Antonio Pignatelli (1681–1691), dann Papst Innozenz XII.
- Bandino Panciatici (1691–1710)
- Vakant (1710–1721)
- Damian Hugo Philipp von Schönborn (1721–1726)
- Vincenzo Lodovico Gotti, OP (1728–1738)
- Vakant (1738–1743)
- Gioacchino Bessozzi, OCist (1743–1744)
- Federico Marcello Lante (1745–1753)
- Giuseppe Maria Feroni (1753–1764)
- Vakant (1764–1824)
- Giovanni Battista Bussi (1824–1844)
- Vakant (1844–1848)
- Carlo Vizzardelli (1848–1851)
- Clément Villecourt (1855–1867)
- Josip Mihalović (1877–1891)
- Francesco Ricci Paracciani (1891–1894)
- Achille Manara (1895–1906)
- Aristide Rinaldini (1907–1920)
- Giovanni Bonzano (1922–1924)
- Lorenzo Lauri (1927–1941)
- Vakant (1941–1946)
- Carlos Carmelo de Vasconcelos Motta (1946–1982)
- José Alí Lebrún Moratinos (1983–2001)
- Antonio Cañizares Llovera (2006–2025)
- Vakant (seit 2025)